# Verwaltungsgemeinschaft Illerwinkel
Die Verwaltungsgemeinschaft Illerwinkel im schwäbischen Landkreis Unterallgäu besteht seit der Gemeindegebietsreform am 1. Mai 1978. Ihr gehören als Mitgliedsgemeinden an:
1. Kronburg, 1766 Einwohner, 20,26 km²
2. Lautrach, 1254 Einwohner, 8,07 km²
3. Legau, Markt, 3224 Einwohner, 36,38 km²

Sitz der Verwaltungsgemeinschaft ist Legau.

## Geschichte
Im Januar 1971 beschloss der Bayerische Landtag die Gebietsreform für die bayerischen Landkreise und kreisfreien Städte. Im Illerwinkel kam es dann in der darauf folgenden Gemeindereform zu der Rechtsverordnung der Regierung von Schwaben vom 5. April 1976, wonach die Gemeinden Maria Steinbach in den Markt Legau und Kardorf in die Gemeinde Kronburg eingegliedert wurden.